# Eternity (album, Freedom Call)
Eternity je třetí studiové album německé power metalové skupiny Freedom Call. Album bylo vydáno 3. června 2002 společností Steamhammer.

## Seznam skladeb
| Pořadí         | Název                 | Délka |
| -------------- | --------------------- | ----- |
| 1.             | Metal Invasion        | 6:48  |
| 2.             | Flying High           | 4:09  |
| 3.             | Ages Of Power         | 4:41  |
| 4.             | The Spell             | 0:54  |
| 5.             | Bleeding Heart        | 4:58  |
| 6.             | Warriors              | 4:20  |
| 7.             | The Eyes Of The World | 3:55  |
| 8.             | Flame In The Night    | 4:57  |
| 9.             | Land Of Light         | 3:54  |
| 10.            | Island Of Dreams      | 4:16  |
| 11.            | Turn Back Time        | 5:04  |
| Celková délka: | Celková délka:        | 47:56 |

## Osoby
- Chris Bay - zpěv, kytara, klávesy
- Cedric Dupont - kytara
- Ilker Ersin - basová kytara
- Dan Zimmermann - bicí